# موسى بن بيق
أبو محمد موسى بن بيق الأزدي النبهاني يعرف أيضاً موسى بن بيك ؛ موسى البيكي ؛ موسى بن مبيكي ؛ موسى بن مالك، كان حاكم جزيرة موزامبيق قبل أن يحتلها البرتغاليون حوالي عام 1505.

## الخلفية
كان موسى بن بيق قائداً إسلامياً وتاجرًا عربيًا وهو أول من زار الجزيرة من العرب وعاش فيما بعد فيها. وسُميت الجزيرة عليه، وبعد ذلك سُميت اليابسة المقابلة لجزيرة بأكملها باسمه موزمبيق. وصل القائد الإسلامي موسى بن بيق إلى تلك المنطقة بعد نجاح المسلمين في تأسيس ما يُعرف بسلطنة كيلوا الإسلامية على امتداد السواحل الشرقية للقارة الأفريقية، وظل المسلمون يحكمون موزمبيق حتى عام 1505م الذي كان بداية الاستعمار البرتغالي لتلك المناطق وتم تدمير سلطنة كيلوا الإسلامية واستمر الصراع قرنين من الزمان ونجح العرب والمسلمون بهزيمة البرتغاليين في معظم سواحل شرق أفريقيا.
إلا أن البرتغاليين تمسكوا بموزمبيق ودام احتلالهم لها أربعة قرون ونصف، وأجبروا المسلمون على تغيير أسمائهم من أسماء عربية وإسلامية إلى أسماء أخرى كشرط للالتحاق بالمدارس التي كانت تحت سيطرتهم، وفي ظل التنافس العربي البرتغالي ربحت لشبونة المعركة، وفرضت الحصار على موزمبيق حيث لا يدخلها مسلم أياً كانت صفته بشكل ساهم في إضعاف الديانة الإسلامية، وبعد الاستقلال بعشرين عاماً نجحت موزمبيق في الوصول إلى مصالحة وطنية ونظام تعددي يقود البلاد للسلام.

## التراث
بينما يتم مسح التاريخ الاستعماري من العديد من المعالم وتسميات الأقاليم، هناك جامعة في مابوتو تحمل اسم حاكم موزمبيق موسى بن بيق الذي حكم موزمبيق قبل خمسمائة سنة مضت تسمى «جامعة موسى بن بيكي» ، التي تأسست في عام 1998.